# Pronola perdiffusa
Pronola perdiffusa là một loài bướm đêm thuộc phân họ Arctiinae, họ Erebidae.